# Andrzej Gołąb

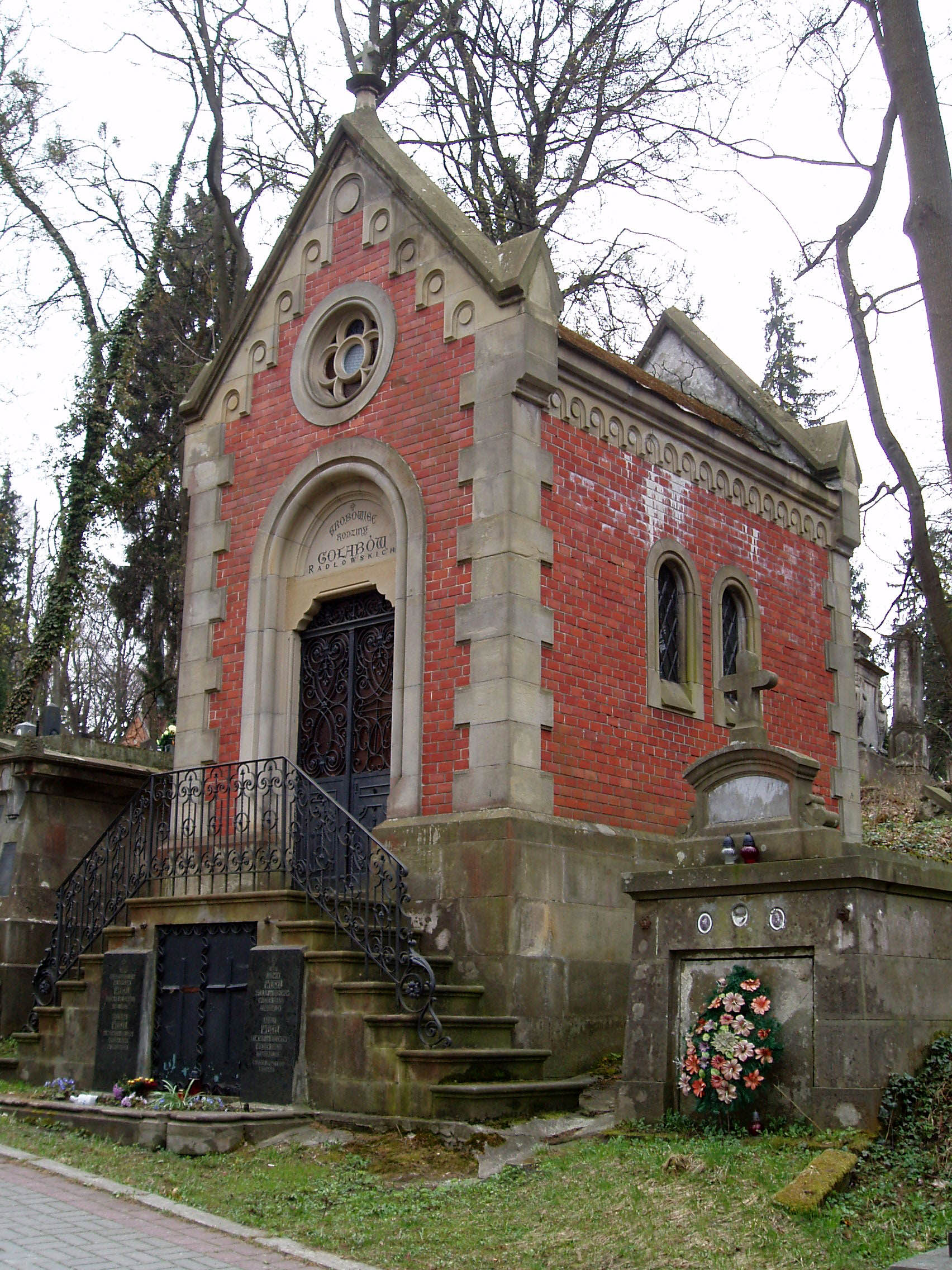
Mauzoleum na Cmentarzu Łyczakowskim

Andrzej Gołąb (ur. 1837 we Lwowie, zm. 2 lipca 1903 tamże) – polski architekt i inżynier budownictwa, radny Miasta Lwowa.

## Życiorys
Pracę zawodową zaczął od praktyki czeladniczej w zakładzie kamieniarskim, następnie uczył się w przedsiębiorstwie budowlanym i pracowni architektonicznej. Prowadził własne przedsiębiorstwo budowlane oraz był miejskim inspektorem budowlanym, od 1887 jego działalność architektoniczna uległa gwałtownemu wzrostowi. Projektowane i budowane kamienice powstawały we Lwowie, w dzielnicy Łyczaków. Był członkiem Izby Handlowo-Przemysłowej, ponadto zasiadał w radzie miejskie, gdzie przewodniczył komisji czystości i higieny.
Zmarł we Lwowie i spoczywa na Cmentarzu Łyczakowskim.
Według wielu historyków literatury Andrzej Gołąb był pierwowzorem Felicjana Dulskiego w powieści Gabrieli Zapolskiej "Moralność Pani Dulskiej", ale badania Stanisława Sławomira Nicieji zadają kłam temu porównaniu.

## Dorobek architektoniczny we Lwowie
- Kamienice przy ulicy Łyczakowskiej 9 /1890-1892/, 39-47 /1894-1897/, 55 /1895/, 57 /1895/;
- Kamienica przy ulicy Leona Sapiechy (obecnie ul. Stepana Bandery 87) /1892/;
- Kamienica przy ulicy Jana Kochanowskiego (obecnie ul. Kostii Łewyćkego 17) /1892-1893/;
- Kamienica przy ulicy Józefa Kraszewskiego (obecnie ul. Salomei Kruszelnickiej 5) /1893/;
- Kamienica przy ulicy Frydrychów (obecnie ul. Martowicza 9);
- Kamienica przy ulicy Pańskiej (od 1929 ul. Józefa Piłsudskiego, obecnie ul. Iwana Franki 9) /1898/;
- Kamienica przy ulicy Mikołaja Zyblikiewicza (obecnie ul. Iwana Franki 28);
- Kamienice przy ulicy Kurkowej (obecnie ul. Mykoły Łysenki 2-10);
- Zespoły kamienic przy ulicach: Andrzeja Gołąba (obecnie ul. Iwana Berchatskiego), św. Antoniego (obecnie ul. Marii Zańkowieckiej), Bonifratrów (obecnie ul. Mychajły Krawczuka), św. Józefa (obecnie ul. Mykoły Sadowskiego), Mikołaja Reja (obecnie ul Sewastopolska), Opata Hoffmana (obecnie ul. Antoniego Czechowa).